# Котова (Молдова)
Котова (рум. Cotova, Котово) — село в Дрокиевском районе Молдавии. Является административным центром коммуны Котова, включающей также село Макаровка.

## История
21 сентября 1970 года к селу Котова было присоединено соседнее село Картофлянка.

## География
Село расположено на высоте 151 метров над уровнем моря.

## Население
По данным переписи населения 2004 года, в селе Котова проживает 3016 человек (1454 мужчины, 1562 женщины).
Этнический состав села:
| Национальность | Число жителей | Процентный состав |
| -------------- | ------------- | ----------------- |
| молдаване      | 2520          | 83.55             |
| украинцы       | 466           | 15.45             |
| русские        | 23            | 0.76              |
| румыны         | 5             | 0.17              |
| болгары        | 1             | 0.03              |
| прочие         | 1             | 0.03              |
| Всего          | 3016          | 100%              |

## Инфраструктура
В начале 2000-х в селе открылся единственный в стране музей под открытым небом.

### 1. Страусиная ферма
В коммуне Котова находится уникальная страусиная ферма, которая стала одним из главных туристических объектов региона. Здесь посетители могут увидеть величественных страусов в естественных условиях, узнать интересные факты об их жизни, питании и разведении. Это место идеально подходит для семейного отдыха и привлекает как взрослых, так и детей.

### 2. Старинная деревянная церковь
Старинная деревянная церковь в Котова — это образец традиционной молдавской архитектуры и духовной культуры. Построенная несколько веков назад, она сохранилась до наших дней и является ценным историческим памятником. Внутри можно увидеть старинные иконы и росписи, которые рассказывают о религиозных традициях региона. 

### 3. Старое еврейское кладбище
Старое еврейское кладбище в Котова — это значимый исторический объект, свидетельствующий о богатом культурном наследии региона. Здесь можно увидеть старинные надгробия с уникальными надписями и символами, отражающими традиции еврейской общины. Это место является важным для сохранения исторической памяти и представляет интерес для исследователей и туристов, ценящих культурное разнообразие.

### 4. Главный родник, протекающий из Карпат
Главный родник Котова — это природное чудо, которое берет своё начало в Карпатах. Кристально чистая вода источника считается целебной и привлекает туристов своей чистотой и вкусом. Родник расположен в живописном месте, окружённом зеленью, и является центром притяжения для тех, кто ищет уединения на лоне природы. Его благоустройство, включая тропы и зоны отдыха, делает это место идеальным для экологического туризма.